# Operator (genetika)
Operator ili operatorsko mjesto je sekvencija DNK koju prepoznaje represorska bjelančevina i koji se veže za nju. Operator je regija, receptorsko mjesto koja je kontrolni element, da bi represorski protein mogao regulirati aktivnost strukturnih gena, a nalazi se uzvodno od gena.
Kad se katabolitni aktivator protein veže za operator, pojačava transkripciju.
Transkripcija počinje to prije što je gen bliži promotoru, te produkta toga gena ima više. Represorska bjelančevina može kočiti transkripciju, jer se nalazi na operatoru čime onemogućuje RNK polimerazi pristupiti promotoru.
Ako represor nije vezan na operator, onda se RNK polimeraza ima na što vezati te prijepis strukturnih gena započinje.
Sekvenciju gena pod prijepisnom kontrolom istog operatora nazivamo operon.